# Jakob der Lügner (1999)
Jakob der Lügner ist eine Verfilmung des gleichnamigen Romans des Schriftstellers Jurek Becker unter der Regie von Peter Kassovitz. Diese Verfilmung stammt aus dem Jahr 1999; mit Robin Williams als Jakob und Armin Mueller-Stahl als Dr. Kirschbaum. Letzterer wirkte bereits bei der ersten Verfilmung der DEFA 1974 als Roman Schtamm mit.

## Handlung
Jakob Heym ist Jude und lebt im Jahr 1944 in einem polnischen Ghetto. Als er zufällig im Radio davon hört, dass die Rote Armee auf dem Vormarsch ist, geht diese Nachricht bald im gesamten Lager um und gibt den Inhaftierten ein wenig Hoffnung. Um die Hoffnung seiner Mitgefangenen aufrechtzuerhalten, behauptet Jakob, ein Radio zu besitzen, und versorgt die Menschen mit weiteren von ihm erfundenen neuen Nachrichten. Doch dann kommen die Deutschen ihm auf die Schliche. 
Die Handlung des Filmes entspricht weitestgehend der Handlung des Romans, verzichtet aber wie die Verfilmung von 1974 auf die parallele Geschichte über Professor Kirschbaum. In der Neuverfilmung wurde außerdem das Ende verändert: Jakob Heym stirbt als Märtyrer, als er von den Nazis erschossen wird – er widerruft seine Nachrichten von den Russen nicht.

## Synchronisation
Die deutsche Synchronisation entstand nach einem Dialogbuch und unter der Dialogregie von Pierre Peters-Arnolds im Auftrag der Münchner PPA Film GmbH Pierre Peters-Arnolds.
| Darsteller           | Sprecher              | Rolle                |
| -------------------- | --------------------- | -------------------- |
| Robin Williams       | Peer Augustinski      | Jakob Heym/Erzähler  |
| Michael Jeter        | Tonio von der Meden   | Avron                |
| Gregg Bello          | Pierre Peters-Arnolds | Blumenthal           |
| Mark Margolis        | Norbert Gastell       | Fajngold             |
| Iván Darvas          | Erik Schumann         | Hardtloff            |
| Mathieu Kassovitz    | Ziad Ragheb           | Herschel             |
| Bob Balaban          | Osman Ragheb          | Kowalski             |
| Hannah Taylor Gordon | Gabrielle Pietermann  | Lina Kronstein       |
| Alan Arkin           | Joachim Höppner       | Max Frankfurter      |
| Zoltan Barabas       | Frank Muth            | Meyer                |
| Liev Schreiber       | Kai Taschner          | Mischa               |
| Ági Margittay        | Margit Weinert        | Miss Esther          |
| Grazyna Barszczewska | Anita Höfer           | Mrs. Frankfurter     |
| János Kulka          | Michael Rüth          | Nathan               |
| Justus von Dohnányi  | Justus von Dohnányi   | Preuss               |
| Armin Mueller-Stahl  | Armin Mueller-Stahl   | Professor Kirschbaum |
| Péter Rudolf         | Ilja Richter          | Roman                |
| Nina Siemaszko       | Irina Wanka           | Rosea Frankfurter    |
| János Gosztonyi      | Jeff Davidson         | Samuel               |
| Ádám Rajhona         | Karl-Heinz Krolzyk    | Whistler             |

## Kritik
„Anders als Frank Beyer in seiner Erstverfilmung inszeniert Peter Kassovitz den tragikomischen Stoff konkreter, aber auch veräußerlichter, schneller und lauter. Während der Film dadurch verflacht, gelingen Robin Williams und vor allem Armin Mueller-Stahl überzeugende darstellerische Leistungen.“

## Auszeichnungen
- Im selben Jahr wurde Regisseur und Drehbuchautor Peter Kassovitz bei der Semana Internacional de Cine de Valladolid für die Goldene Ähre nominiert.
- Robin Williams wurde für die Goldene Himbeere als schlechtester Schauspieler (auch für Der 200 Jahre Mann) nominiert.